# صحارى وشبه صحارى نوبو-سندي في جنوب إيران
تغطي صحارى وشبه صحراى نوبو-سندي في جنوب إيران (معرف الصندوق العالمي للحياة البرية: PA1328) السهل الساحلي الشمالي للخليج العربي والتلال الصحراوية الداخلية جنوب جبال زاغروس في إيران.
وتمتد من جنوب شرق العراق إلى جنوب غرب باكستان. تتميز المنطقة بالصحاري الرملية الساخنة والأراضي الشجرية والغابات الشوكية المفتوحة في المناطق الداخلية. توجد غابات المانغروف والمستنقعات على طول الساحل.

## الموقع والوصف
تمتد المنطقة البيئية لمسافة 1,600 كيلومتر (990 ميل) على طول الساحل الشمالي للخليج العربي، من رأس الخليج في عبادان إلى مصب نهر هينجول على الساحل الجنوبي لباكستان على بعد 150 كم غرب كراتشي.
يصل عمق المنطقة في معظم أجزائها إلى 120 كيلومتراً، وتتسع بشكل ملحوظ شرق مضيق هرمز. تشمل المنطقة البيئية منخفض جاز موريان وهو حوض مغلق في جنوب شرق إيران محاط بالجبال. عند دخولها باكستان، تغطي المنطقة البيئية سلسلة جبال ماكران الساحلية.
تتراوح الارتفاعات من مستوى سطح البحر إلى 3,283 متر (10,771 قدم)، أى بمتوسط 559 متر (1,834 قدم).

## مناخ
يسود المنطقة مناخ صحراوي حار ( تصنيف كوبن للمناخ (BWh) ). ويتميز باستقرار الهواء وارتفاع الضغط الجوي، مما يؤدي إلى مناخ صحراوي حار وجاف.
متوسط درجات الحرارة في الأشهر الحارة 29–35 °م (84–95 °ف).

## النباتات
يغطى معظمها أراضٍ شجيرات جافة تتخللها صحراء رملية. 8% منها عبارة عن غطاء عشبي أو تم تحويله إلى الزراعة.
توجد مجتمعات نباتية صحراوية استوائية مختلفة، مثل:
- اللوز العربي
- نبات الطرطير
- الإذخر المكي، ونبات الغفة،  ونبات اللصاق العنيد
- شجرة السلم،  ونبات الغاف الرمادي

تقع هور الفلاحية وهى منطقة ذات أهمية عالمية في شمال الخليج العربي على دلتا نهر الكارون، وتتميز بمستنقعات الحشائش المالحة حيث ينتشر فيها نبات البردي (ديس) في المناطق جيدة الصرف، وينتشر نبات الأثل على السهول الطينية.
في أقصى الجنوب على طول الساحل توجد غابة مانجروف في دلتا نهري رود غاز ورود هارا في هرمز. تتميز هذه المنطقة بالخلجان المدية والسهول الطينية وغابات المانجروف. تنمو عند مصبات الأنهار مساحات واسعة من أشجار المانجروف الرمادية (القرم البحري).

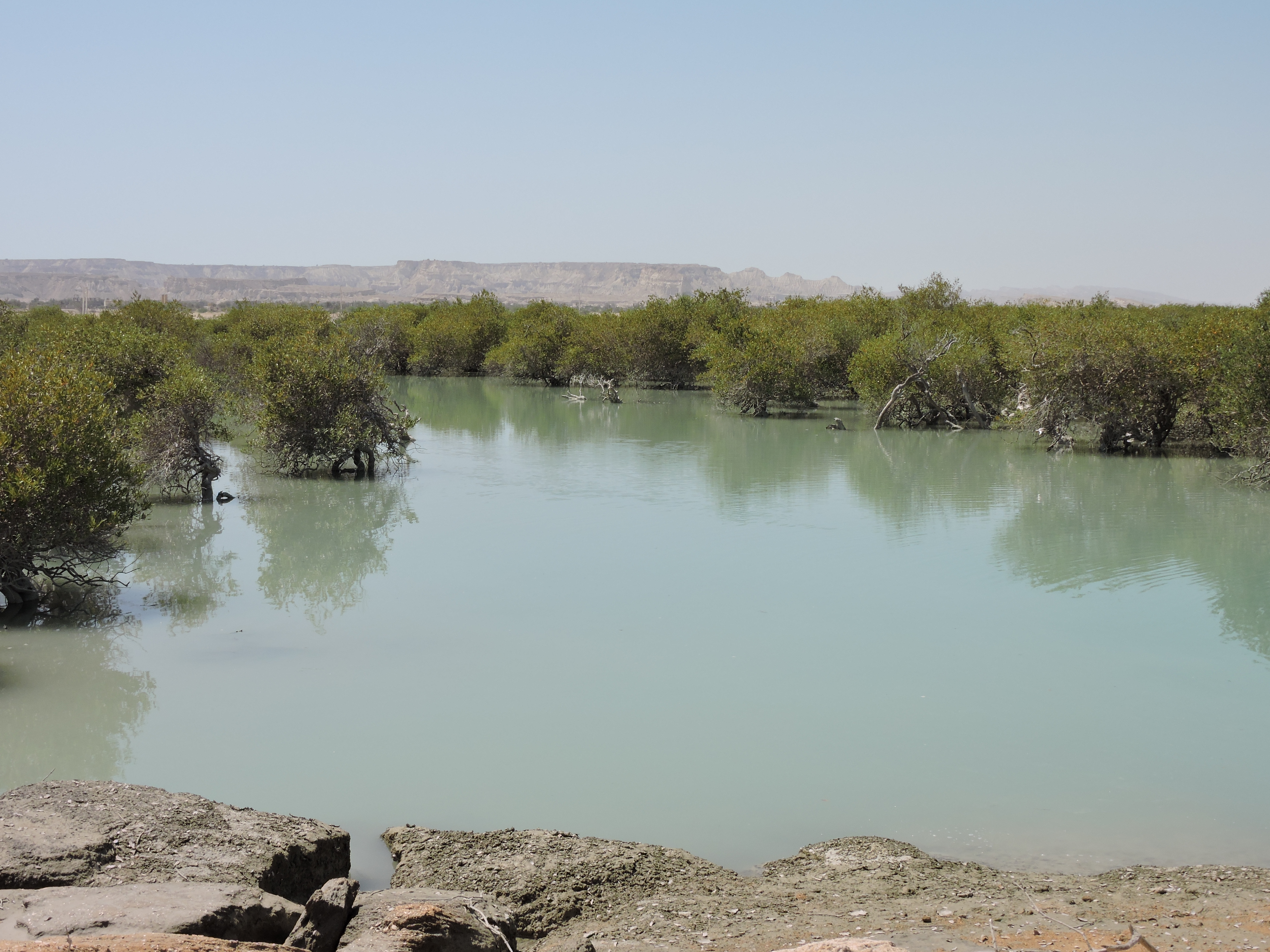
غابات المانغروف في قشم

تتوافق المنطقة البيئية مع مقاطعة الأزهار في جنوب إيران، التى حددها أرمين تاختاجان واعتبرها أغنى مقاطعة في المنطقة من حيث الأزهار، مثل: زومرية ماجدة،  وشجرة النبع.

## الحيوانات
تشمل الثدييات المحلية الغزال الهندي، والغزال الدرقي، والضيون الأفريقي، والنمس الرمادي الهندي، وقط الغابة، والضبع المخطط.
تشمل الطيور المقيمة طائر القطا المتوج، وقنبرة البادية المصرية، وطائر السنونو شاحب الزور.
ويقضى طائر الحبارى الآسيوي فصل الشتاء هناك.
توجد الكثير من الزواحف والبرمائيات. أبرزها: دساسة نمرة، وأبو العيون. 
تشمل كذلك الأفعى الفارسية وهي أفعى سامة من عائلة أماميات الأخاديد.

## المناطق المحمية
أكثر من 7% من المنطقة البيئية محمية رسميًا.  وهى:
- محمية هور الفلاحية للحياة البرية (إيران).
- محمية جينو للمحيط الحيوي (إيران).
- غابات المانغروف في قشم (إيران).
- حديقة هينجول الوطنية (باكستان).
- منطقة موند المحمية (إيران).